# Hartmut H. Boehmer

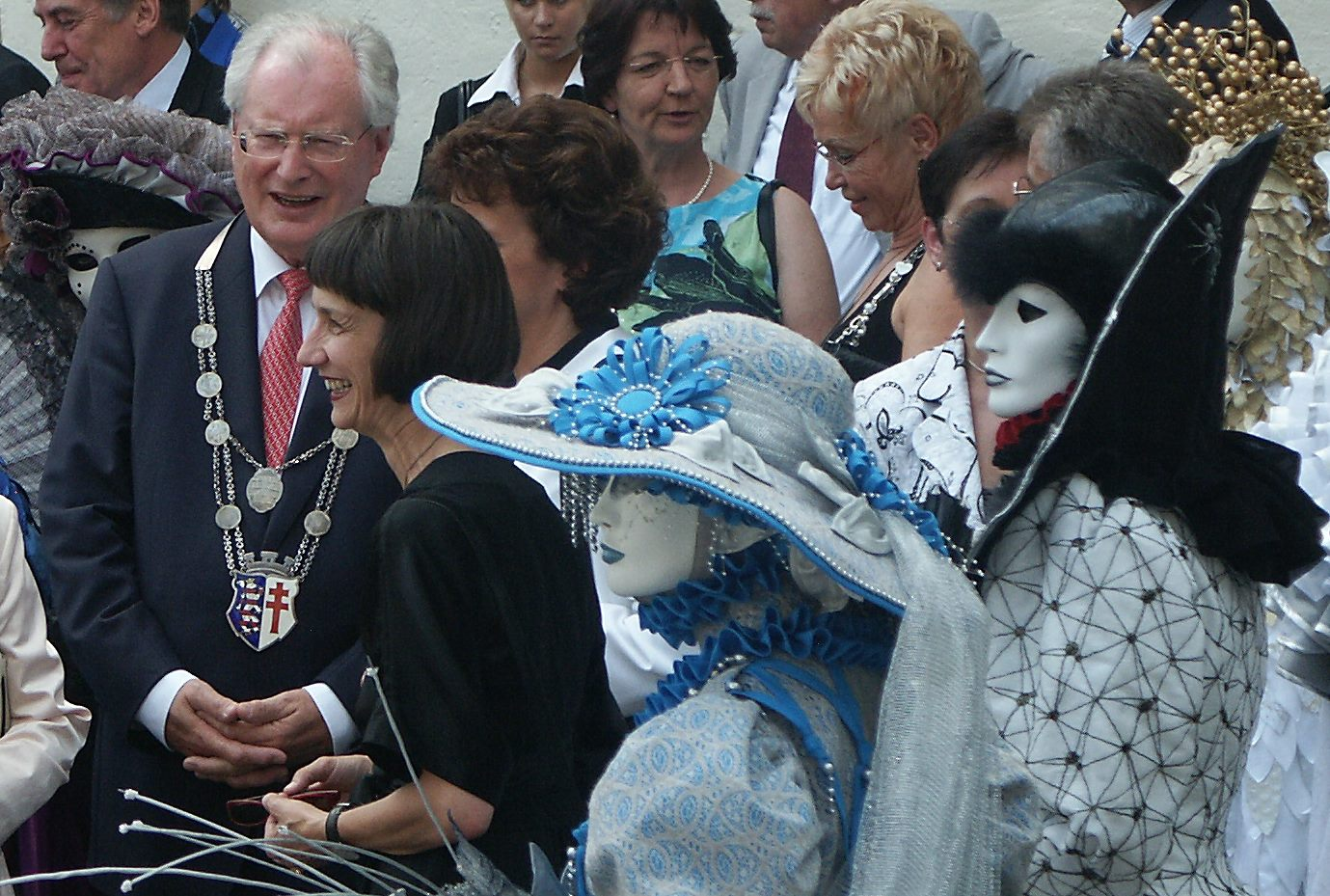
Elke Hesse (Intendantin der Bad Hersfelder Festspiele) mit dem Bürgermeister Hartmut H. Boehmer, anlässlich der Eröffnung der Festspiele 2007. Rechts zwei Akteure der Gruppe Living-Dolls (Walk-Act).

Hartmut Henning Boehmer (* 10. Mai 1941; † 15. Juni 2013 in Bad Hersfeld) war ein deutscher Kommunalpolitiker, zunächst für die CDU, dann parteilos.

## Werdegang
Boehmer war von 1978 bis 1989 und wieder ab 1996 Bürgermeister der hessischen Kreisstadt Bad Hersfeld. 2010 trat er krankheitsbedingt vorzeitig zurück. Während seiner Amtszeit wurde das ehemalige Firmengelände der Schilde AG zum Schilde-Park umgestaltet, der Kurpark saniert und der Bahnhof umgebaut. Er engagierte sich zudem sehr für die Bad Hersfelder Festspiele.
Während seiner Amtszeit als Bürgermeister fanden von 1981, 1982 und 1983 Treffen der Veteranen der SS-Leibstandarte Adolf Hitler in Bad Hersfeld statt.